# Charles-François Tiphaigne de La Roche
Pour les articles homonymes, voir La Roche.
 (mai 2019).

Couverture du livre de Tiphaigne de la Roche intitulé Histoire naturelle, civile et politique des Galligènes antipodes de la nation française.

Charles-François Tiphaigne de La Roche, né le 19 février 1722 à Montebourg où il est mort le 11 août 1774, est un écrivain français.

## Biographie
Tiphaigne de La Roche a d’abord étudié la médecine à l'université de Caen où il devient médecin en 1744.
Ses romans utopistes et contre-utopistes, écrits anonymement pour la plupart, s'inscrivent dans les deux grands courants de pensée du XVIIIe siècle que sont le rationalisme et l'illuminisme, et mélangent fréquemment des considérations de nature scientifique avec des considérations cabalistiques, magiques ou encore hermétiques. Visionnaire, il a anticipé de nombreuses inventions sociales ou scientifiques comme la photographie, la nourriture synthétique ou la télévision, amenant à le classer aussi comme un auteur de science-fiction.
Ses ouvrages ont ceci de remarquable qu'ils témoignent des grands débats d'idées de l'époque, tout particulièrement sur des sujets scientifiques ou sociaux.

## Anticipations
L'aspect de l'œuvre de Tiphaigne de la Roche qui a sans doute le plus frappé et marqué les esprits concerne les anticipations exposées dans ses romans. Ces préfigurations de nombreuses inventions et découvertes tout au long de ces ouvrages amènent d'ailleurs souvent à le considérer comme un auteur de science-fiction au même titre que Cyrano de Bergerac pour son Histoire comique des Estats et empires de la Lune et Histoire comique des Estats et empires du Soleil.
- la photographie est décrite très précisément dans Giphantie, 1760, alors que sa découverte par Nicéphore Niépce ne sera annoncé qu'en 1827 :

« Les « esprits élémentaires » ont cherché à fixer ces images passagères ; ils ont composé une matière très subtile, très visqueuse, et très prompte à se dessécher et à se durcir, au moyen de laquelle un tableau est fait en un clin d'œil. Ils enduisent de cette matière une pièce de toile et la présentent aux objets qu'ils veulent peindre. (…) Cette impression des images est l'affaire du premier instant où la toile les reçoit. On l'ôte sur-le-champ, on la place dans un endroit obscur. (…) Une heure après, l'enduit est desséché et vous avez un tableau d'autant plus précieux qu'aucun art ne peut en imiter la vérité, et que le temps ne peut en aucune manière l'endommager. (…) « L'esprit élémentaire » entra ensuite dans quelques détails physiques ; premièrement sur la nature du corps gluant qui intercepte et garde les rayons ; secondement, sur les difficultés de le préparer et de l'employer ; troisièmement, sur le jeu de la lumière et de ce corps desséché ; trois problèmes que je propose aux physiciens de nos jours et que j'abandonne à leur sagacité. »
- La télévision et la transmission par ondes radio sont elles aussi préfigurées dans le même ouvrage :

« (…) la première chose qui fixa mes yeux fut un globe d’un diamètre considérable. De ce globe procédait le bruit que j’entendais. (…) De petits canaux imperceptibles, reprit le préfet, viennent de chaque point de la superficie de la Terre aboutir à ce globe. (…) Vois l’image de la Terre peinte sur ce globe, ces îles, ces continents, ces mers qui embrassent, lient et séparent tout. (…) De distance en distance, poursuivit l’esprit élémentaire, il se trouve dans l’atmosphère des portions d’air que les esprits réfléchis des différents endroits de la Terre, et les renvoient au miroir que tu as sous les yeux, de manière qu’en inclinant la glace en différents sens, on y voit différentes parties de la surface de la Terre. On les verra successivement toutes, si on place successivement le miroir dans tous ses aspects possibles. tu es le maître de promener tes regards sur les habitations des hommes. »
- Dans L'Amour dévoilé, ou le système des sympathies, Tiphaigne de la Roche, guidé par l'esprit des Lumières, imagine que l'attraction amoureuse, sexuelle, est le fruit d'un « fluide sympathique », anticipant là aussi notamment le rôle des phéromones (à l'existence et au rôle controversés chez les humains) :

« (…) il a pour base la matière Sympathique qui s'exhale des corps, ou la matière transpirante qui est la même chose. »
« (…) Enfin, j'ai rencontré des gens (ce sont les Simpathistes) qui m'ont parlé net. Ils m'ont dit qu'il se répand autour des Hommes & des Femmes des parcelles d'une matière invisible appelée matière Simpathique ; que ces parcelles agissent sur nos sens, & que cette action produit l'inclination ou l'aversion, la simpathie ou l'antipathie (…) »
« Nous pouvons regarder la matière Simpathique comme une espèce de vapeur ou de poussière subtile et invisible, qui se répand autour de chacun des hommes & des animaux. Car les animaux ont leu matière Simpathique, aussi bien que nous, ils ont leur transpiration, & la matière Simpathique n'est autre chose que la matière Transpirante. »
- Le Big Bang, l'expansion universelle et les exoplanètes sont ainsi anticipés dans Amilec, 1753 :

« Le croiras-tu, reprit Amilec, cette multitude innombrable de Tourbillons, de Soleils, de terres habitables, qui composent ce vaste Univers, tout cela, (non tu ne le croiras jamais), tout cela a été autrefois contenu dans un grain dont la grosseur égaloit à peine celle d'un pois. Le développement s'en est fait peu à peu, mais il n'est pas encore terminé. Il est bien des Mondes que l'on peut comparer à de jeunes planètes qui ne commencent, pour ainsi dire, qu'à germer. »

## Utopie & contre-utopie
Même si ses ouvrages précédents utilisèrent des mécanismes que l'on peut qualifier de « semi-utopiques », à tout bien considérer, un seul des ouvrages de Tiphaigne de la Roche relève du genre utopique stricto sensu : Les Galligènes.
Mais dans le même temps, le discours des Galligènes va au-delà du monde parfait généralement décrit au travers d'une utopie : la société socialiste utopique, voire naturaliste, des Galligènes, ce peuple antipodal tirant son origine des français, voit progressivement son idéal social se saper à la base, transformant le discours du roman en une contre-utopie ou utopie négative.
La conclusion en est amère, mais là aussi visionnaire : « (…) il n'y a pas de liberté possible au royaume d'Utopie, parce que les droits de l'individu n'y sont pas respectés » (J. Marx, 1981)

## Hermétisme
Tiphaigne de la Roche fut-il un alchimiste caché, au même titre que le grand scientifique Isaac Newton avant lui ? La question mérite d'être posée, compte tenu des références fréquentes aux théories hermétiques qui parsèment ses œuvres. Cette thèse s'appuie notamment sur les connaissances scientifiques et techniques qui transparaissent dans les ouvrages de Tiphaigne de la Roche, en particulier sur sa connaissance du procédé chimique de la photographie et son goût de l'anonymat et du double sens, pratiques fréquentes chez les auteurs alchimistes.
La filiation alchimique de Tiphaigne de la Roche est abordée pour la première fois en 1930 dans l'ouvrage de l'alchimiste moderne Fulcanelli, au chapitre VI de son ouvrage Les Demeures philosophales. Le titre de l'ouvrage Amilec ou la graine d'hommes devrait ainsi être lu comme Alcmie ou la crème d'Aum, selon la règle de décryptage cabalistique exposée par cet adepte du XXe siècle. À l'appui de cette théorie, Tiphaigne de la Roche dissimula de façon similaire l'anagramme de son nom dans le titre d'un autre de ses ouvrages, écrit anonymement : Giphantie = Tiphaigne, où il anticipe (ou dévoile ?) le procédé photographique presque 80 ans avant sa découverte.
Néanmoins, concernant cet anonymat dont il s'est entouré, il convient de noter que le caractère osé et avant-gardiste des thèses avancées par Tiphaigne de la Roche, concernant par exemple la liberté sexuelle, la génération humaine ou la pluralité des mondes, et à peine voilées par le prétexte de voyages utopiques et autres rêveries, suffit à lui seul à en expliquer l'usage, afin de se prémunir d'éventuelles censures et représailles.
Amilec révèlerait donc, à qui serait capable de le décrypter, un point de science alchimique : « l'extraction de l'esprit enclos dans la matière première » (où « esprit » et « Materia Prima » s'entendent au sens alchimique), appelé encore, pour reprendre le vocabulaire alchimique, « Vierge philosophique », correspondant donc au AVM, monogramme traditionnel renvoyant à l'Ave Maria et donc à la Vierge. Ce procédé serait analogue à celui qui permet de séparer la crème qui surnage à la surface du lait, et qui serait illustré par les cinquièmes et septièmes planches de l'ouvrage alchimique Mutus Liber, Le Livre Muet, où l'on voit les protagonistes récupérer au moyen d'un spatule des éléments qui sont issus de la coction dans un athanor. En clair, le titre signifierait donc Alchimie, ou (l'extraction de) la crème du lait de vierge.
Ainsi, dans un article publié en l'an 2000, le photographe professionnel Jean Lauzon écrit que « la description de l’alchimiste Tiphaigne de La Roche contient tous les éléments permettant de reconnaître l’idée de la photographie » et que « Les opérations alchimiques fondamentales, sublimation, filtrage et cuisson, peuvent se comparer au point de s’y identifier aux trois principales étapes de l’apparition d’une image photographique : latence, révélation, fixation ».
Au-delà des liens de filiation chimique et opératoire entre l'alchimie et la photographie, la naissance du procédé s'entoure du même secret que la quête alchimique : dans leur correspondance, les deux inventeurs de la photographie, Nicéphore Niépce et Jacques Daguerre utilisent un codage : les produits chimiques et les termes techniques sont remplacés par des numéros de 1 à 79. D'une manière similaire, les auteurs alchimistes dissimulaient le sens de leurs ouvrages en utilisant des termes dans un sens spécifique connu d'eux seuls (soleil, lune, lait de vierge, lion vert, tête de corbeau, etc.)
S'il est certain que de nombreuses idées abordées dans l'œuvre de Tiphaigne de la Roche s'inscrivent dans la perspective plus large de la pensée hermétique, la question de sa pratique opératoire de l'alchimie reste ouverte de même que le double sens de ses écrits, mais l'on voit « peut-être poindre cette idée que la photographie a finalement dévoilé le projet alchimiste au-delà de la seule métaphore ».